# Hôtel de Thellusson

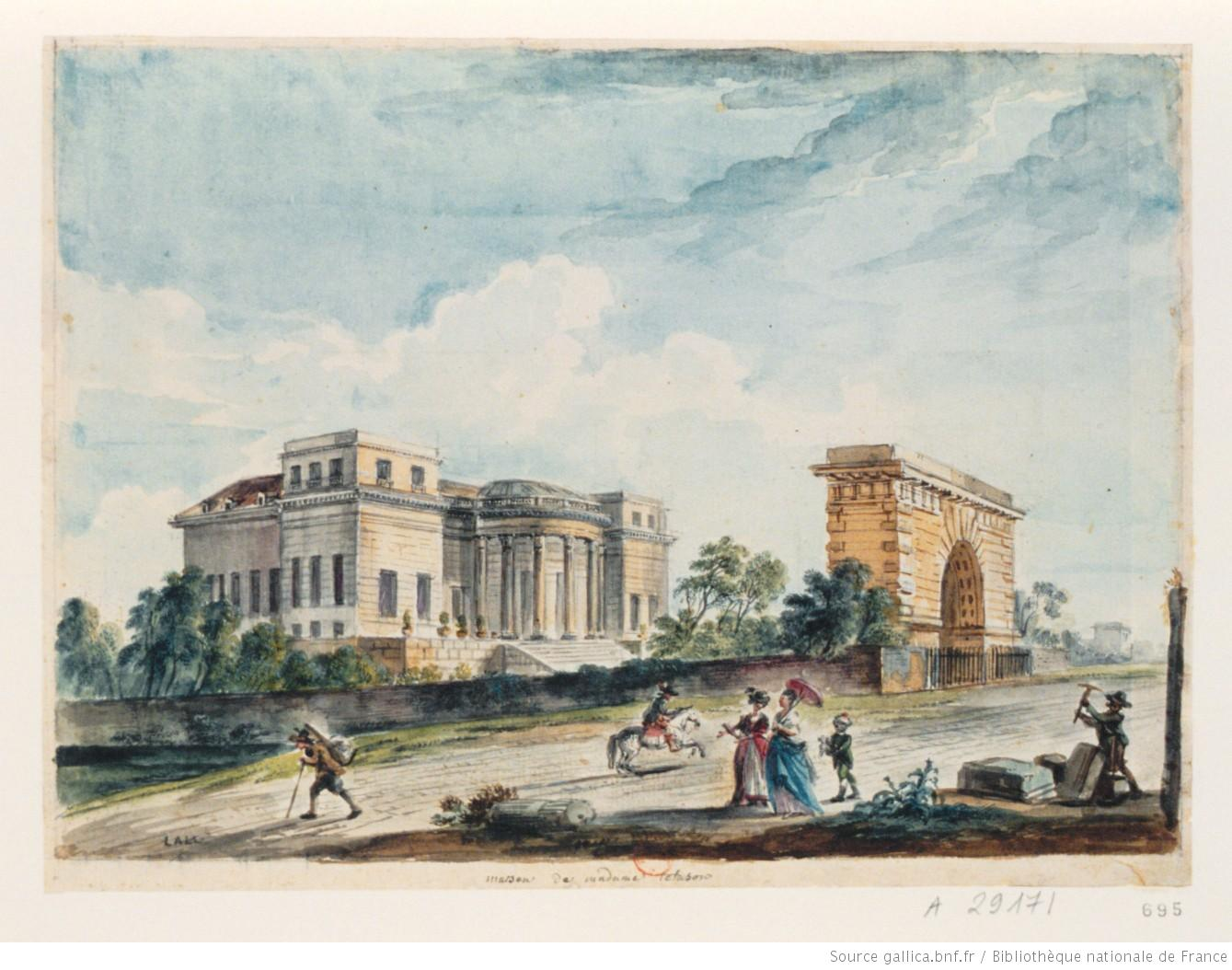
Jean-Baptiste Lallemand:
Das Hôtel de Thellusson in Paris

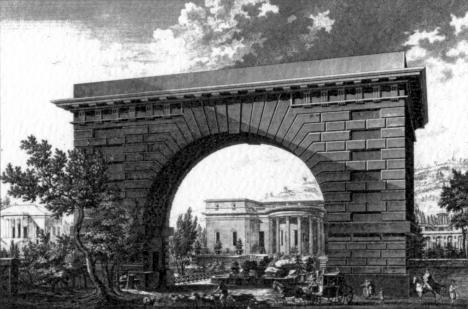
Eingangsportal

Das Hôtel de Thellusson war ein Hôtel particulier in Paris in der damaligen Nr. 30 der Rue de Provence (heute 9. Arrondissement). Es wurde im Auftrag von Marie-Jeanne Girardot de Vermenoux (1736–1781) von dem Architekten Claude Nicolas Ledoux ab 1780 errichtet. Es wurde bereits 1824 wieder abgerissen.

## Geschichte
Das Hôtel de Thellusson war ein außerordentlich luxuriöses Hôtel particulier in Paris, das Marie-Jeanne Girardot de Vermenoux (1736–1781), die Witwe des französisch-schweizerischen Bankiers Georges-Tobie de Thellusson (1728–1776) ab 1780 von dem Architekten Claude Nicolas Ledoux auf einem Grundstück errichten ließ, das sie 1778 in der damaligen Nr. 30 der Rue de Provence (heute 9. Arrondissement) erworben hatte. Das Eingangsportal erreichten die Bewohner und Besucher von der Rue de Provence aus durch einen zehn Meter hohen Triumphbogen.
Nach dem Tod der Witwe Thellusson ließ ihr ältester Sohn Jean-Isaac de Thellusson de Sorcy (1764–1828) das Gebäude vollenden, welches auch nach Ausbruch der Revolution Eigentum der Thellussons blieb, da sie die schweizerische Staatsangehörigkeit besaßen. Allerdings konnten sie es erst im Jahr 1797 wieder bewohnen. Jean-Isaac verkaufte es 1802 an den General Joachim Murat, der 1789 Bonapartes jüngste Schwester Caroline geheiratet hatte, es aber – nachdem er 1804 zum Marschall von Frankreich und 1806 zum Grossherzog von Berg ernannt worden war – gegen das im Besitz Napoléons befindliche Palais de l’Élysée und eine zusätzliche Summe von einer Million Francs eintauschte.
Der Kaiser schenkte den Stadtpalast dem russischen Zaren Alexander I., der dort zunächst die russische Botschaft unter seinem Berater Charles-André Pozzo di Borgo unterbrachte, der in diesem Rahmen glanzvolle Bälle ausrichtete. Im Jahr 1818 nutzte Alexander I. es selbst als Residenz.
Das Hôtel de Thellusson wurde im Jahr 1824 im Zuge der Verlängerung der Rue Laffitte bis zur Rue Chantereine (heute Rue de la Victoire) abgerissen.